# Liste der Biografien/Neuz
Liste der Biografien |
Portal Biografien |
Personensuche
# |
A |
B |
C |
D |
E |
F |
G |
H |
I |
J |
K |
L |
M |
N |
O |
P |
Q |
R |
S |
T |
U |
V |
W |
X |
Y |
Z |
?
 
Na |
Nb |
Nc |
Nd |
Ne |
Nf |
Ng |
Nh |
Ni |
Nj |
Nk |
Nl |
Nm |
Nn |
No |
Nr |
Ns |
Nt |
Nu |
Nv |
Nw |
Nx |
Ny |
Nz
 
Nea |
Neb |
Nec |
Ned |
Nee |
Nef |
Neg |
Neh |
Nei |
Nej |
Nek |
Nel |
Nem |
Nen |
Neo |
Nep |
Ner |
Nes |
Net |
Neu |
Nev |
New |
Nex |
Ney |
Nez
 
Neub |
Neuc |
Neud |
Neue |
Neuf |
Neug |
Neuh |
Neui |
Neuj |
Neuk |
Neul |
Neum |
Neun |
Neup |
Neur |
Neus |
Neut |
Neuv |
Neuw |
Neuy |
Neuz
Die Liste der Biografien führt alle Personen auf, die in der deutschsprachigen Wikipedia einen Artikel haben. Dieses ist eine Teilliste mit 5 Einträgen von Personen, deren Namen mit den Buchstaben „Neuz“ beginnt.

## Neuz
- Neuz, Richard (1894–1976), deutscher Maler und Illustrator

### Neuzi
- Neuzil, Rudolf (1919–1988), österreichischer Fußballspieler, Journalist und Herausgeber
- Neužil, Václav (1921–1989), tschechoslowakischer Schauspieler
- Neužil, Václav (* 1979), tschechischer Schauspieler
- Neuzil, Wally (1894–1917), österreichisches Modell und Lebensgefährtin Egon SchielesWally Neuzil (1894–1917)

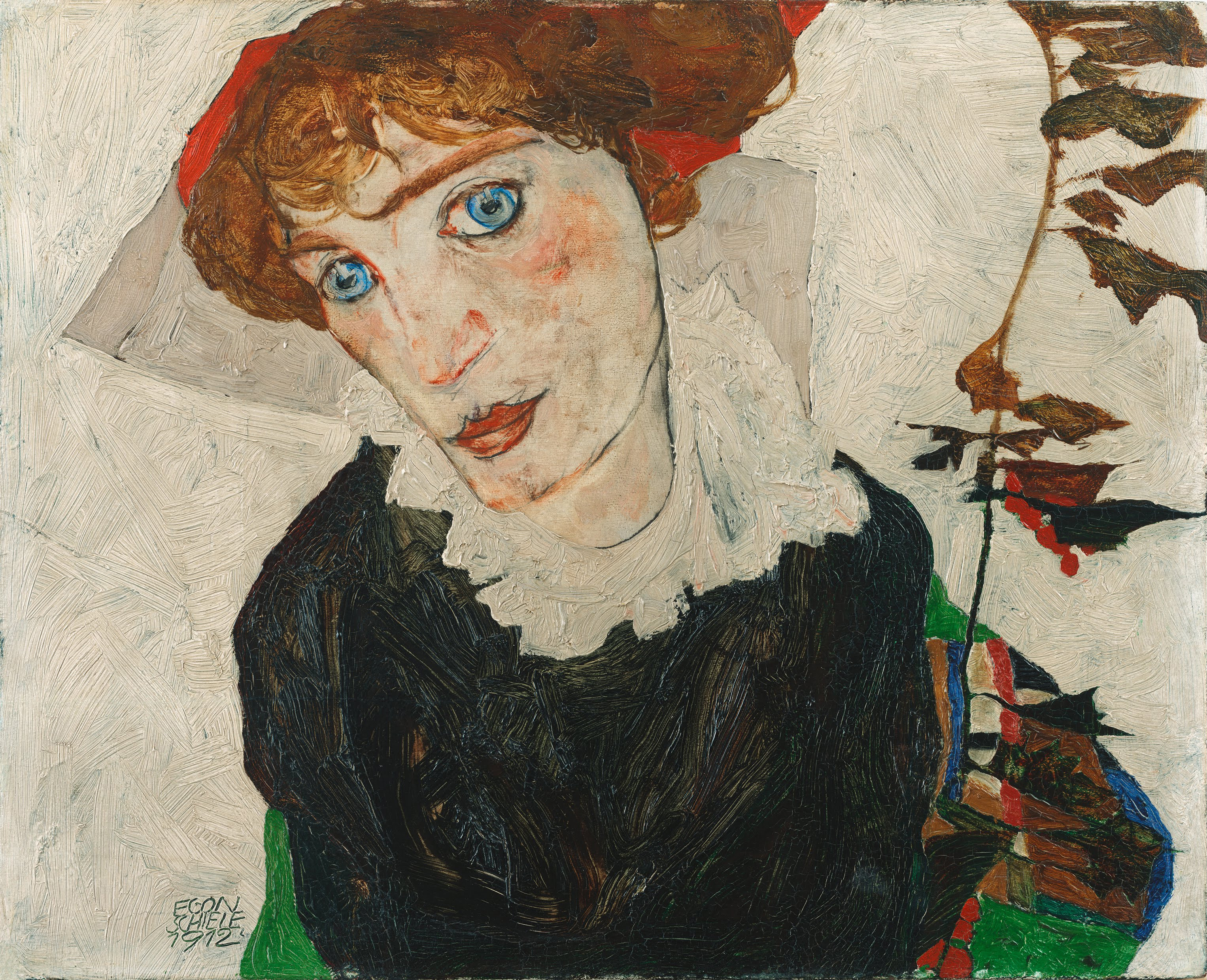
Wally Neuzil (1894–1917)